# Российская и Ново-Нахичеванская епархия
Российская и Ново-Нахичеванская епархия Святой Армянской Апостольской Церкви (арм. Հայաստանեայց Առաքելական Եկեղեցու  Ռուսաստանի և Նոր Նախիջևանի Հայոց Թեմ) — одна из исторических епархий Армянской Апостольской церкви, в юрисдикцию которой входит бо́льшая часть России, а также территория Белоруссии, Молдавии, Казахстана, Киргизии, Таджикистана, Туркмении, Узбекистана. Глава Российской и Ново-Нахичеванской епархии Святой Армянской Апостольской церкви, патриарший экзарх в России — архиепископ Езрас (Нерсисян).

## История
С приходом советской власти все храмы были закрыты, большинство духовенства арестовано. Только в 1950-е годы священнослужители стали посещать армянские сёла в Ростовской области, в 1955 году вновь открылась церковь в Москве. Но по настоящему укрепление Церкви в СССР происходит с конца 1970-х годов, когда изменилась политическая ситуация в стране и на пост главы епархии в 1976 году был назначен Тиран (Кюрегян).
В советское время в состав епархии входила вся территория СССР за пределами Закавказья. В 1990-е годы из состава епархии выделились Епархия юга России и Украинская епархия. В 2020 году выделена епархия стран Балтии.

## Структура
В России Армянская Апостольская Церковь представлена Ново-Нахичеванской и Российской епархией, центром которой является Москва. В состав епархии входят около 40 общин, 27 из которых находятся на территории Российской Федерации. Главой епархии является патриарший Экзарх, коим в настоящее время является епископ Езрас Нерсисян. При нём действует Епархиальный совет, куда помимо деятелей Церкви входят видные армяне России.
В состав Ново-Нахичеванской и Российской епархии входят два викариата: Ростовский и Западный.

### Ростовский викариат
Ростовский викариат Армянской Апостольской Церкви объединяет общины Ростова-на-Дону, Астрахани, Волгограда, Саратова, которые в большинстве своем тоже не имеют храмов. Так, из 7 армянских церквей Ростова-на-Дону сохранились только одна кладбищенская церковь и здание монастырского храма Сурб Хач, в котором размещается Музей русско-армянской дружбы, где в настоящее время проводятся праздничные богослужения. Большую ценность для Армянской Апостольской Церкви представляют храмы в армянских селах Мясниковского района Ростовской области, построенные ещё в шестидесятых годах XIX века. Из них только один храм сохранился в хорошем состоянии, а все остальные нуждаются в серьёзных ремонтно-восстановительных работах.

### Западный викариат
Западный викариат Армянской Апостольской Церкви включает в себя церковные общины Москвы и Санкт-Петербурга. К настоящему времени петербургские армянские храмы уже возвращены Церкви. В Москве два из трех армянских храмов были уничтожены в советский период, на данный момент в Москве действуют церковь Святого Воскресения на Армянском кладбище и (с 2013 года) собор Преображения Господня на Трифоновской улице.

### Северокавказский викариат
Ранее существовавший викариат, который был упразднен после создания епархии Юга России в 1997 году. Объединяла приходы юга Краснодарского края, епархиальным центром был город Армавир.

## Названия
- Бессарабская епархия (1809—1830)
- Бессарабская и Ново-Нахичеванская (1830—1895)
- Ново-Нахичеванская епархия и Бессарабская (1895—1918)
- Ново-Нахичеванская (1918—1956)
- Епархия Нового Нахичевана и Северного Кавказа (1956—1966)
- Ново-Нахичеванская и Российская епархия (с 1966—2013)
- Российская и Ново-Нахичеванская Епархия (с 2013)

## Епископы
- 1809—1828 — Григор (Закарян)
- 1828—1843 — Нерсес (Аштаракеци)
- 1843—1857 — Матевос
- 1857—1865 — Габриел (Айвазян)
- 1865—1879 — Геворг
- 1879—1885 — Макар (Тер-Петросян)
- 1887—1896 — Григор (Саганянц)
- 1897—1918 — Нерсес (Худовердян)
- 1925—1930 — Гарегин (Овсепян)
- 1956—1963 — Гарегин (Тер-Акопян)
- 1963 — апрель 1976 — Паргев (Геворгян)
- 2 апреля 1976 — 5 октября 2000 — Тиран (Кюрегян)
- с 5 октября 2000 — Езрас (Нерсисян)